# فخر الدين بن عساكر
فخر الدين بن عساكر هو أبو منصور عبد الرحمن بن محمد بن الحسن بن هبة الله بن عبد الله الدمشقي (550-620هـ)، الملقب بفخر الدين، المعروف بابن عساكر، شيخ الشافعية بالشام، وفقيه زمانه.
كان محدِّثاً صالحاً زاهداً كثير التهجد، حسنَ الخَلق والخُلُق، كثيرَ الأدب والذكر، منقطعاً للعلم والعبادة، وجمع بين العلم والعمل، وهو من أسرة اشتهرت بالعلم والفضل والحفظ، وكان قوياً في الحق، لا يهاب سطوة ظالم، ولا يسكت على منكر أو مخالفة للشرع، وتوفي سنة 620هـ، وطُلب للقضاء فامتنع، وعُرضت عليه مناصبُ ولاياتٍ دينية فأباها، وأنكر على الملك المعظم بيعَ الخمور بدمشق، فمنعه من التدريس في أهم المدارس، وهو ابن أخي الحافظ أبي القاسم علي بن عساكر صاحب «تاريخ دمشق».
لازمه العز بن عبد السلام كثيراً، وأخذ منه الفقه والحديث، وتأثر به في علمه وأخلاقه وسلوكه.
ولد في رجب 550 هـ. الموافق 1155، وسمع من عمّيه الصائن، والحافظ أبي القاسم، وحسّان الزيّات، وطائفة. وبرع في المذهب على القطب النيسابوري، وتزوج بابنته، ودرّس بالجاروخية، ثم بالصلاحية بالقدس، ثم بالتقوية بدمشق، وكان يقيم بالقدس أشهراً وبدمشق أشهراً، وكان لا يملّ أحدٌ من رؤيته لحسن سمته واقتصاده في لباسه، ولطفه ونور وجهه، وكثرة ذكره لله تعالى.
قال ابن قاضي شهبة: كان لا يخلو لسانه من ذكر الله تعالى، وأريد على أن يلي القضاء فامتنع، وجهّز أهله للسفر إلى ناحية حلب، وأشار بتولية ابن الحرستاني.
وقال أبو المظفّر: كان زاهداً، عابداً، ورعاً، منقطعاً إلى العلم والعبادة، حسنَ الأخلاق، قليلَ الرغبة في الدّنيا.
وقال عمر بن الحاجب: صَنّف في الفقه والحديث مصنفات، وتفقه عليه جماعة، منهم: عز الدّين بن عبد السلام، وكان إماماً، زاهداً، ثقة، كثير التهجد، غزير الدمعة، حسن الأخلاق، كثير التواضع، قليل التعصب. سلك طريق أهل اليقين، وكان يطرح التكلف، وعرضت عليه مناصب ولايات دينية فأباها. توفي في رجب، ودفن بطرف مقابر الصوفية الشرقي مقابل قبر ابن الصّلاح، جوار تربة شيخه القطب.
وتوفي في 10 رجب 620هـ الموافق 8 (آب/أغسطس) 1223.